# Regno di Bangli
Il regno di Bangli fu uno degli antichi stati componenti l'Indonesia.
Dopo la caduta del regno di Majapahit, i governanti di Bali e Lombok divisero il regno in stati vassalli minori. Bangli fu uno di questi ed ottenne lo status di regno vassallo sotto il governo del regno di Gelgel con la nomina del primo sovrano nel 1453.
Bangli si staccò dal regno di Gelgel nel 1686, quando I Gusti Agung Maruti si ribellò al proprio sovrano ed andò costituendo uno stato sovrano indipendente. Puri Bangli venne fondata da I Dewa Gde Bencingah come nuova capitale del regno.
Il regno si oppose assieme ad altri stati nativi all'avanzata della Compagnia olandese delle Indie orientali nel territorio indonesiano, combattendo gli olandesi nel corso delle loro invasioni a Bali nell'Ottocento.

## Re di Bangli
- Dewa Gede Tangkeban I (o Nyalian ?-1804)
- Dewa Rahi (c. 1804-1815)
- Dewa Gede Tangkeban II (c. 1815-1833) [o Dewa Gede Tangkeban I]
- Dewa Gede Tangkeban III (1833–1875) [o Dewa Gede Tangkeban II]
- Dewa Gede Oka (1875–1880) [o Dewa Gede Tangkeban III]
- Dewa Gede Ngurah (1881–1892) [o Dewa Gede Oka]
- Dewa Gede Cokorda (1894–1911) [o Dewa Gede Ngurah]
- Dewa Gede Rai (regent 1913-1925) [o Dewa Gede Cokorda]
- Dewa Gede Taman (regent 1925-1930) [o Dewa Gede Tangkaban III]
- Dewa Putu Bukian (caretaker 1930-1931) [o Dewa Gede Tangkaban III]
- Anak Agung Ketut Ngurah (regnò col nome di Anak Agung, 1931-1950; morto nel 1961)